# Маршалтаун (Айова)
Маршалтаун (англ. Marshalltown) — місто (англ. city) в США, в окрузі Маршалл штату Айова, адміністративний центр округу. Населення — 27 591 особа (2020).

## Історія
Першим білим поселенцем на місці майбутнього міста був Генрі Енсон. У квітні 1851 року він знайшов місце, назване ним як «найпрекрасніше місце в Айові». Між річками Айова та Лінн-Крік він збудував свій дерев'яний будинок. Тепер на цьому місці розміщена меморіальна дошка. В 1853 році Енсон назвав місто, яке тут з'явилося Маршалл, на честь свого рідного міста в штаті Мічиган.
В 1862 році назва міста була змінена на Маршаллтаун, оскільки місто з назвою Маршалл в Айові вже було. В середині 1850-х років Енсон виділив землю для будівництва будинку суду, мешканці міста пожертвували кошти на будівництво. В 1863 році окружний центр був перенесений в Маршаллтаун з села Марієтта. Місто швидко зростало. До 1900 року в Маршаллтауні було вже близько 10 000 осіб. Розвивалася промисловість, у місті з'явилися представництва компаній Emerson Electric, Lennox International та Marshalltown Company.

## Географія
Маршалтаун розташований за координатами 42°2′3″ пн. ш. 92°54′23″ зх. д. / 42.03417° пн. ш. 92.90639° зх. д. (42.034300, -92.906266). За даними Бюро перепису населення США в 2010 році місто мало площу 50,01 км², з яких 49,94 км² — суходіл та 0,07 км² — водойми.

### Клімат
| Клімат Маршалтаун       | Клімат Маршалтаун | Клімат Маршалтаун | Клімат Маршалтаун | Клімат Маршалтаун | Клімат Маршалтаун | Клімат Маршалтаун | Клімат Маршалтаун | Клімат Маршалтаун | Клімат Маршалтаун | Клімат Маршалтаун | Клімат Маршалтаун | Клімат Маршалтаун | Клімат Маршалтаун |
| Показник                | Січ.              | Лют.              | Бер.              | Квіт.             | Трав.             | Черв.             | Лип.              | Серп.             | Вер.              | Жовт.             | Лист.             | Груд.             | Рік               |
| Абсолютний максимум, °C | 18,3              | 22,2              | 32,2              | 34,4              | 40,0              | 40,5              | 44,4              | 42,7              | 39,4              | 34,4              | 27,2              | 21,6              | 44,4              |
| Середній максимум, °C   | −2,1              | 0,6               | 7,7               | 15,6              | 21,7              | 26,9              | 28,8              | 27,7              | 23,8              | 16,7              | 8,0               | −0,2              | 14,6              |
| Середня температура, °C | −7,3              | −4,6              | 2,1               | 9,2               | 15,5              | 20,8              | 23,0              | 21,6              | 17,0              | 10,1              | 2,5               | −5,1              | 8,7               |
| Середній мінімум, °C    | −12,6             | −10               | −3,4              | 2,8               | 9,2               | 14,8              | 17,0              | 15,6              | 10,1              | 3,4               | −3                | −10,1             | 2,8               |
| Абсолютний мінімум, °C  | −36,6             | −37,2             | −35,5             | −15,5             | −6,6              | 1,6               | 5,5               | 1,6               | −6,6              | −19,4             | −23,8             | −33,3             | −37,2             |
| Норма опадів, мм        | 21                | 25                | 57                | 92                | 120               | 141               | 126               | 115               | 94                | 67                | 54                | 31                | 950               |
| ----------------------- | ----------------- | ----------------- | ----------------- | ----------------- | ----------------- | ----------------- | ----------------- | ----------------- | ----------------- | ----------------- | ----------------- | ----------------- | ----------------- |
| Джерело: NWS            |                   |                   |                   |                   |                   |                   |                   |                   |                   |                   |                   |                   |                   |

## Демографія
Згідно з переписом 2010 року, у місті мешкали 27 552 особи в 10 335 домогосподарствах у складі 6629 родин. Густота населення становила 551 особа/км². Було 11171 помешкання (223/км²).
Расовий склад населення:
| - 84,8 % — білих - 2,2 % — чорних або афроамериканців - 1,7 % — азіатів - 0,6 % — корінних американців - 0,2 % — вихідців з тихоокеанських островів - 7,9 % — осіб інших рас |

До двох чи більше рас належало 2,6 %. Частка іспаномовних становила 24,1 % від усіх жителів.
За віковим діапазоном населення розподілялося таким чином: 26,1 % — особи молодші 18 років, 57,2 % — особи у віці 18—64 років, 16,7 % — особи у віці 65 років та старші. Медіана віку мешканця становила 37,3 року. На 100 осіб жіночої статі у місті припадало 99,3 чоловіків; на 100 жінок у віці від 18 років та старших — 96,1 чоловіків також старших 18 років.
Середній дохід на одне домашнє господарство становив 59 435 доларів США (медіана — 50 396), а середній дохід на одну сім'ю — 66 451 долар (медіана — 54 480). Медіана доходів становила 40 441 долар для чоловіків та 32 230 доларів для жінок. За межею бідності перебувало 13,6 % осіб, у тому числі 20,5 % дітей у віці до 18 років та 5,4 % осіб у віці 65 років та старших.
Цивільне працевлаштоване населення становило 12 231 осіб. Основні галузі зайнятості: виробництво — 29,5 %, освіта, охорона здоров'я та соціальна допомога — 21,9 %, роздрібна торгівля — 9,2 %, будівництво — 7,1 %.

## Персоналії
- Джин Сіберг (1938—1979) — американська актриса.

## Міста побратими
- Будьонівськ
- Мінамі-Альпс